# Jerry Bohlander
Jerry Bohlander (Napa, California, 12 de febrero de 1974) es un artista marcial mixto estadounidense que compitió en eventos de UFC.

## Carrera en artes marciales mixtas
Jerry Bohlander debutó en su carrera de artes marciales mixtas el 9 de noviembre de 1995 en el segundo evento de la United Full Contact Federation, donde derrotó a Phil Benedict con un armbar.
Tras su primera victoria Bohlander recibió una invitación para el torneo de categoría libre de UFC 8. Jerry ganó en los cuartos de final a Scott Ferrozzo que lo superaba en alrededor de 54 kilos de peso pero en el combate de semifinales fue derrotado por Gary Goodridge mediante TKO.
Después de haber perdido el combate con Goodridge, Bohlander obtuvo cinco victorias consecutivas entre las que destacan las victorias en el torneo de peso ligero de UFC 12 donde se proclamó campeón.
En su siguiente combate Bohlander fue derrotado por el brasileño Murilo Bustamante pero Bohlander se recuperaría de esta derrota por nocaut en su siguiente combate donde posiblemente realizó la mejor actuación de su carrera contra Kevin Jackson (Campeón olímpico de lucha libre en los Juegos Olímpicos de Barcelona 1992) que venía con un récord de 3-1 por aquel entonces únicamente derrotado por Frank Shamrock. Jackson y Bohlander lucharon durante diez minutos hasta que Bohlander se hizo con la victoria con un armbar. La pelea fue considerada por Wrestling Observer Newsletter como la mejor pelea del año en 1998.
En su última participación en UFC Bohlander fue derrotado por Tito Ortiz. Fuera de UFC continuó compitiendo llegando a combatir tres veces más retirándose de las artes marciales mixtas con un récord de 11-4.

## Campeonatos y logros
- Ultimate Fighting Championship
  - Semifinalista del torneo de UFC 8
  - Campeón del Torneo de peso ligero de UFC 12
  - Campeón de la Superfight de UFC 16

- Wrestling Observer Newsletter
  - Combate del año (1998)  contra Kevin Jackson el 13 de marzo

## Récord en artes marciales mixtas
| Récord profesional | Récord profesional | Récord profesional |
| 15 peleas          | 11 victorias       | 4 derrotas         |
| ------------------ | ------------------ | ------------------ |
| Nocaut             | 0                  | 3                  |
| Sumisión           | 10                 | 0                  |
| Decisión           | 1                  | 1                  |

| Resultado | Récord | Oponente          | Método                         | Evento                           | Fecha                    | Asalto | Tiempo | Localización                 | Notas                                       |
| --------- | ------ | ----------------- | ------------------------------ | -------------------------------- | ------------------------ | ------ | ------ | ---------------------------- | ------------------------------------------- |
| Victoria  | 11-4   | Kenny Kingsford   | Sumisión (armbar)              | Gladiator Challenge 24           | 20 de marzo de 2004      | 1      | 1:40   | Hopland, California          |                                             |
| Derrota   | 10-4   | Romie Aram        | Decisión (unánime)             | Gladiator Challenge 2            | 18 de febrero de 2001    | 3      | 5:00   | Colusa Ranchería, California |                                             |
| Victoria  | 10-3   | Brian Foster      | Sumisión (armbar)              | King of the Cage 5               | 16 de septiembre de 2000 | 2      | 1:03   | San Jacinto, California      |                                             |
| Derrota   | 9-3    | Tito Ortiz        | TKO (corte)                    | UFC 18                           | 8 de enero de 1999       | 1      | 14:31  | Kenner, Luisiana             |                                             |
| Victoria  | 9-2    | Kevin Jackson     | Sumisión técnica (armbar)      | UFC 16                           | 12 de marzo de 1998      | 1      | 10:23  | Kenner, Luisiana             | Combate del año (1998).                     |
| Victoria  | 8-2    | John Renken       | Sumisión (armbar)              | World Pankration Championships 2 | 16 de enero de 1998      | 1      | 1:18   | Dallas, Texas                |                                             |
| Derrota   | 7-2    | Murilo Bustamante | KO (patada alta)               | Pentagon Combat                  | 27 de septiembre de 1997 | 1      | 5:38   | Brasil                       |                                             |
| Victoria  | 7-1    | Nick Sanzo        | Sumisión (reverse full-nelson) | UFC 12                           | 7 de febrero de 1997     | 1      | 0:39   | Dothan, Alabama              | Campeón del Torneo de peso ligero de UFC 12 |
| Victoria  | 6-1    | Rainy Martinez    | Sumisión (choke)               | UFC 12                           | 7 de febrero de 1997     | 1      | 1:18   | Dothan, Alabama              |                                             |
| Victoria  | 5-1    | Fabio Gurgel      | Decisión (unánime)             | UFC 11                           | 20 de septiembre de 1996 | 1      | 15:00  | Augusta, Georgia             |                                             |
| Victoria  | 4-1    | Chris Charmos     | Sumisión (rear naked choke)    | Super Brawl 1                    | 28 de junio de 1996      | 1      | 8:27   | Honolulu, Hawái              |                                             |
| Victoria  | 3-1    | Alan Schaible     | Sumisión (rear naked choke)    | Super Brawl 1                    | 28 de junio de 1996      | 1      | 2:10   | Honolulu, Hawái              |                                             |
| Derrota   | 2-1    | Gary Goodridge    | TKO                            | UFC 8                            | 16 de febrero de 1996    | 1      | 5:31   | San Juan, Puerto Rico        |                                             |
| Victoria  | 2-0    | Scott Ferrozzo    | Sumisión (guillotine choke)    | UFC 8                            | 16 de febrero de 1996    | 1      | 9:03   | San Juan, Puerto Rico        |                                             |
| Victoria  | 1-0    | Phil Benedict     | Sumisión (Armbar)              | United Full Contact Federation 2 | 9 de noviembre de 1995   | 1      | 3:05   | Estados Unidos               | [ 11 ]                                      |